# Jack Root
Jack Root  (właśc. János Ruthaly, ur. 26 maja 1876 we Frahelžu w Austro-Węgrzech, zm. 10 czerwca 1963 w Los Angeles) – amerykański bokser, były zawodowy mistrz świata kategorii półciężkiej.
Jest uważany za pierwszego zawodowego mistrza świata kategorii półciężkiej, choć niektórzy historycy boksu uznają za takiego Joego Choynskiego.
Root stoczył pierwsze walki zawodowe w 1897. Wygrał pierwsze 34 walki (jedna została uznana za nieodbytą), zanim w lipcu 1900 zremisował z Tommym Ryanem. Zwyciężył następnie w dwóch pojedynkach w 1900 i trzech w 1901, a 31 stycznia 1902 pokonał przez dyskwalifikację George'a Gardnera. Przegrał z tym zawodnikiem 18 sierpnia tego roku przez techniczny nokaut w 17 rundzie, ponosząc pierwszą porażkę na zawodowym ringu. Oba te pojedynki uznawane są niekiedy za walki o mistrzostwo świata w kategorii półciężkiej z limitem wagowym 165 funtów. W 1902 Root wygrał jeszcze dwie walki, w tym z Marvinem Hartem.
22 kwietnia 1903 w Detroit Root pokonał na punkty Kida McCoya. Walka ta jest uważana za pierwszy pojedynek o mistrzostwo świata kategorii półciężkiej z limitem 175 funtów. Już w następnej walce Root stracił tytuł przegrywając przez nokaut w 12. rundzie z George'em Gardnerem 4 lipca 1903 w Fort Erie. W tym samym roku pokonał jeszcze Firemana Jima Flynna, a 1904 m.in. zremisował z Gardnerem i pokonał go (w międzyczasie Gardner stracił mistrzostwo świata na rzecz Boba Fitzsimmonsa), a także stoczył walkę z Tommym Ryanem uznaną za nieodbytą.
Gdy Jim Jeffries zrezygnował z tytułu mistrza świata w kategorii ciężkiej, ogłosił, że jego następcą będzie zwycięzca walki Jack Root – Marvin Hart. Pojedynek tych pięściarzy odbył się 3 lipca 1905 w Reno, a sędziował sam Jeffries. Hart zwyciężył przez nokaut w 12 rundzie i to on został nowym mistrzem świata. Root stoczył potem jeszcze jedną walkę w 1906 i wycofał się z ringu.
Był później pierwszym zarządcą Olympic Auditorium w Los Angeles.
Został wybrany w 2011 do Międzynarodowej Bokserskiej Galerii Sławy.